# Les Arnaud e Punta Quattro Sorelle
Les Arnaud e Punta Quattro Sorelle este o arie protejată (arie specială de conservare — SAC, sit de importanță comunitară — SCI) din Italia întinsă pe o suprafață de 1.328 ha, integral pe uscat.

## Localizare
Centrul sitului Les Arnaud e Punta Quattro Sorelle este situat la coordonatele 45°04′54″N 6°39′49″E / 45.081667°N 6.663611°E.

## Înființare
Situl Les Arnaud e Punta Quattro Sorelle a fost declarat sit de importanță comunitară în septembrie 1995 pentru a proteja 7 specii de animale. Situl a fost protejat și ca arie specială de conservare în iulie 2016.

## Biodiversitate
Situată în ecoregiunea alpină, aria protejată conține 6 habitate naturale: Grohotișuri calcaroase și de șisturi calcaroase de la nivelul montan până la nivelul alpin (Thlaspietea rotundifolii), Fânețe montane, Pajiști alpine și subalpine calcaroase, Păduri montane și subalpine de Pinus uncinata (* dezvoltate pe substrat gipsos sau calcaros), Pante stâncoase calcaroase cu vegetație casmofită, Păduri alpine de Larix decidua și/sau Pinus cembra.
La baza desemnării sitului se află mai multe specii protejate:
- păsări (6): acvilă de munte (Aquila chrysaetos), buha (Bubo bubo), șoim călător (Falco peregrinus), zăgan (Gypaetus barbatus), vulturul pleșuv sur (Gyps fulvus), sfrâncioc roșiatic (Lanius collurio)
- mamifere (1): lupul (Canis lupus)

Pe lângă speciile protejate, pe teritoriul sitului au mai fost identificate 3 specii de plante, 1 specie de amfibieni, 8 specii de mamifere, 13 specii de nevertebrate, 3 specii de reptile.